# Giải nghiên cứu Loye và Alden Miller
Giải ghiên cứu Loye và Alden Miller (tiếng Anh: Loye and Alden Miller Research Award) là một giải thưởng của Hội nghiên cứu chim Cooper (Cooper Ornithological Society) lập năm 1993 để nhìn nhận các thành tựu suốt đời trong Khoa nghiên cứu chim.

## Các người đoạt giải
- 1993 – George Bartholomew
- 1994 – Storrs Olson
- 1995 – Barbara De Wolfe
- 1996 – William Dawson
- 1997 – Robert Storer
- 1998 – Russell Balda
- 1999 – Gordon Orians
- 2000 – Ernst Mayr
- 2001 – Frank Pitelka
- 2002 – Richard Holmes
- 2003 – Peter and Rosemary Grant
- 2004 – Alexander Skutch
- 2005 – John Wiens
- 2006 – Robert Ricklefs
- 2007 - Robert Payne
- 2008 - Peter Marler
- 2009 - Frances James
- 2010 - Keith A. Hobson
- 2011 - Susan Haig
- 2012 - Thomas Martin
- 2013 - Trevor Price